# Siphonognathus
Genre
Synonymes
- Parodax Scott, 1976

Siphonognathus est un genre de poissons de la famille des Odacidae et de l'ordre des Perciformes. Le genre connaît un homonyme, Siphonognathus Branson & Mehl, 1934, qui est un synonyme de Siphonodella Branson & Mehl, 1934 (Animalia, Vertebrata, Conodonta).

## Systématique
Le genre Siphonognathus a été créé en 1858 par l'explorateur et naturaliste écossais John Richardson (1787-1865) avec pour espèce type Siphonognathus argyrophanes.

## Liste des espèces
Selon World Register of Marine Species (22 juin 2022) :
- Siphonognathus argyrophanes Richardson, 1858
- Siphonognathus attenuatus (Ogilby, 1897)
- Siphonognathus beddomei (Johnston, 1885)
- Siphonognathus caninis[4] (Scott, 1976)
- Siphonognathus radiatus (Quoy & Gaimard, 1834)
- Siphonognathus tanyourus Gomon & Paxton, 1986

## Publication originale
- (en) Sir John Richardson, « On Siphonognathus, a new genus of Fistularidae », Proceedings of the Zoological Society of London, Londres, ZSL, vol. 1857, no 25,‎ 1857, p. 237-240 (ISSN 0370-2774, OCLC 1779524, BNF 32843178, DOI 10.1111/J.1096-3642.1857.TB01234.X, lire en ligne).